# Trevim
Trevim (znany też jako: Lousã, Castelo do Trevim, Altar do Trevim, Alto do Trevim) – szczyt w Dystrykcie Coimbra w Portugalii o wysokości 1205 m n.p.m. Należy do pasma gór Serra da Estrela (konkretnie ich zachodniej części), więc jest zbudowany przede wszystkim z granitów. 
Jest to 21. pod względem wysokości szczyt kontynentalnej części Portugalii. W drodze na górę działa elektrownia wiatrowa.

## Położenie
Szczyt znajduje się w środkowej Portugalii na terenie Parku Przyrodniczego Serra da Estrela. Administracyjnie leży na terenie parafii Lousã e Vilarinho.

## Szlaki i miejsca
Na szczyt prowadzą utwardzone drogi. Na szczyt można również dojechać rowerem, gdyż prowadzi tam szlak rowerowy.